# Capea
La Capea è una forma di tauromachia spagnola simile alla più famosa corrida de toros, dalla quale si distingue per il fatto di svolgersi in arene di importanza secondaria, spesso addirittura improvvisate chiudendo con transenne la piazza centrale di un villaggio preventivamente coperta di sabbia, e per il fatto che vi prendono parte vitelli e toreri dilettanti anziché tori adulti e matadores professionisti.
In questo tipo di spettacolo, gli aspetti cruenti che nelle vere corride sono autentici, vengono soltanto simulati. L'animale non viene ucciso, né ferito con le banderillas, inoltre al posto dei picadores a cavallo armati di lancia può essere presente a volte un uomo che mima la figura di un cavallo, imbottito, come i veri caballos de picar, con un'armatura trapuntata che gli impedisce di procurarsi danni con le cariche dei vitelli, che sono comunque di potenza limitata.